# رایانامه سفارشی
رایانامه سفارشی (به انگلیسی: Certificate Email) نوعی ایمیل یا رایانامه است که ازنظر حقوقی دارای اعتبار هرنوع نامه سفارشی با رسید تحویل می‌باشد. یعنی از نظر حقوقی با فرستادن ایمیل سفارشی به شخص مورد نظر و مشاهده توسط وی٬ یک رسید تحویل به فرستنده داده خواهد شد که دولت این رسید را از نظر حقوقی تضمین می‌نماید. در سیستم پستی سنتی نیز هرگاه نامه‌ای به‌شکل سفارشی با رسید تحویل فرستاده شود٬ گیرنده پس از دریافت نامه یک رسید را امضا نموده که از نظر حقوقی اثبات‌کننده رویت نامه توسط گیرنده است.
این سیستم هم‌اکنون در ایتالیا و هنگ‌کنگ در حال اجرا می‌باشد و هدف از آن کاهش مشکلات و هزینه‌های پستی عنوان شده‌است.